# Nati il 14 agosto

## XIII secolo(1)
- 1297 - Hanazono, imperatore giapponese († 1348)

## XIV secolo(1)
- 1337 - Roberto III di Scozia, re scozzese († 1406)

## XV secolo(5)
- 1425 - Teodoro Paleologo, cardinale e vescovo italiano († 1484)
- 1446 - Andrej Vasil'evič Bol'šoj, principe russo († 1493)
- 1473 - Margaret Pole, nobildonna inglese († 1541)
- 1479 - Caterina di York, nobile britannica († 1527)
- 1489 - Francesco Ferrucci, generale italiano († 1530)

## XVI secolo(10)
- 1502 - Pieter Coecke van Aelst, pittore, scultore e architetto fiammingo († 1550)
- 1506 - Salvatore Pacini, vescovo cattolico, diplomatico e funzionario italiano († 1581)
- 1513 - William Parr, I marchese di Northampton, nobile britannico († 1571)
- 1530 - Giovanni Battista Benedetti, matematico italiano († 1590)
- 1532 - Maddalena d'Asburgo, nobildonna († 1590)
- 1536 - Renato di Guisa, nobile francese († 1566)
- 1552 - Paolo Sarpi, teologo, storico e scienziato italiano († 1623)
- 1566 - Eusebio Caimo, vescovo cattolico e giurista italiano († 1640)
- 1590 - Petrus Lucius, tipografo tedesco († 1656)
- 1600 - Pietro Francesco Baccarini, religioso italiano († 1678)

## XVII secolo(14)
- 1625 - François de Harlay de Champvallon, arcivescovo cattolico francese († 1695)
- 1642 - Cosimo III de' Medici, sovrano italiano († 1723)
- 1643 - Prospero Mandosio, storico e drammaturgo italiano († 1724)
- 1645 - Carlos de Sigüenza y Góngora, messicano († 1700)
- 1648 - Alfonso Enrico di Lorena, nobile francese († 1718)
- 1651 - Federico Sforza di Santa Fiora, I principe di Genzano, principe italiano († 1712)
- 1653 - Christopher Monck, II duca di Albemarle, militare e politico inglese († 1688)
- 1674 - Antonio Maria Biscioni, filologo, bibliotecario e religioso italiano († 1756)
- 1685 - João da Motta e Silva, cardinale portoghese († 1747)
- 1688 - Federico Guglielmo I di Prussia, re († 1740)
- 1692 - Federico Antonio di Schwarzburg-Rudolstadt, nobile tedesco († 1744)
- 1694 - Henry Howard, IV conte di Carlisle, nobile e politico britannico († 1758)
- 1695 - William Oliver, medico e filantropo britannico († 1764)
- 1698 - Baldassarre Maria Remondini, vescovo cattolico e scrittore italiano († 1777)

## XVIII secolo(37)
- 1704 - Cristina Antonia Somis, cantante italiana († 1785)
- 1714 - Gaetano Cottone, principe di Castelnuovo, nobile e politico italiano († 1803)
- 1714 - Claude Joseph Vernet, pittore e incisore francese († 1789)
- 1720 - Federico II d'Assia-Kassel, nobile († 1785)
- 1722 - Thomas Dyke Acland, VII baronetto, politico inglese († 1785)
- 1724 - Carlo Federico Guglielmo di Leiningen, nobile tedesco († 1807)
- 1727 - Aleksandr Alekseevič Vjazemskij, politico russo († 1793)
- 1727 - Luisa Elisabetta di Borbone-Francia, principessa francese († 1759)
- 1727 - Enrichetta di Borbone-Francia, principessa francese († 1752)
- 1733 - Jean-François Ducis, poeta e drammaturgo francese († 1816)
- 1734 - Thomas Sumter, politico e generale statunitense († 1832)
- 1737 - Charles Hutton, matematico inglese († 1823)
- 1738 - Leopold Hofmann, compositore austriaco († 1793)
- 1742 - Hugh Percy, II duca di Northumberland, generale britannico († 1817)
- 1742 - Papa Pio VII, papa, vescovo cattolico e cardinale italiano († 1823)
- 1747 - Aimar-Charles-Marie de Nicolaï, magistrato francese († 1794)
- 1753 - Christoph Kaufmann, filosofo e medico svizzero († 1795)
- 1758 - Carle Vernet, pittore e litografo francese († 1836)
- 1764 - John Dubois, vescovo cattolico francese († 1842)
- 1768 - Hugues-Robert-Jean-Charles de La Tour d'Auvergne-Lauraquais, cardinale francese († 1851)
- 1769 - George Chichester, II marchese di Donegall, nobile e politico irlandese († 1844)
- 1770 - Mariano Matamoros, presbitero e patriota messicano († 1814)
- 1772 - Alessandro Leopoldo d'Asburgo-Lorena, nobile italiano († 1795)
- 1773 - Peter Buell Porter, politico statunitense († 1844)
- 1777 - Hans Christian Ørsted, fisico e chimico danese († 1851)
- 1780 - Carlo Gozzi, presbitero e scrittore italiano († 1846)
- 1780 - Gennaro Spinelli di Cariati, politico, diplomatico e militare italiano († 1851)
- 1784 - Francesco Capaccini, cardinale italiano († 1845)
- 1785 - Cesare Bressa, fisico e medico italiano († 1836)
- 1787 - Raffaele Sacco, poeta e scrittore italiano († 1872)
- 1787 - Emmanuel Théaulon, poeta, drammaturgo e librettista francese († 1841)
- 1788 - Francesco Maria Avellino, archeologo, linguista e numismatico italiano († 1850)
- 1788 - Raffaello Lambruschini, politico, agronomo e pedagogista italiano († 1873)
- 1789 - Ferdinando Baldanzi, arcivescovo cattolico italiano († 1866)
- 1790 - Luigi Maroni Biroldi, organaro italiano († 1842)
- 1796 - Francis Charteris, IX conte di Wemyss, nobile scozzese († 1883)
- 1800 - Ermolao Asinari di San Marzano, politico e diplomatico italiano († 1864)

## XIX secolo(158)
- 1802 - Fabio Maria Asquini, cardinale e patriarca cattolico italiano († 1878)
- 1802 - Bernardino Branca, imprenditore italiano († 1886)
- 1802 - Letitia Elizabeth Landon, scrittrice e poetessa inglese († 1838)
- 1803 - Vittorio Emanuele Camillo IX Massimo, nobile italiano († 1873)
- 1805 - Francesco Arese Lucini, nobile e politico italiano († 1881)
- 1810 - Matteo Liberatore, gesuita, teologo e filosofo italiano († 1892)
- 1810 - Samuel Sebastian Wesley, organista e compositore inglese († 1876)
- 1814 - Andrea Rossi, patriota e militare italiano († 1898)
- 1815 - Charles Victor Naudin, botanico francese († 1899)
- 1816 - Luigi Campini, pittore italiano († 1890)
- 1816 - Félix Charles Douay, generale francese († 1879)
- 1817 - Ali Muddat ibn al-Husayn, tunisino († 1902)
- 1818 - Francesco d'Orléans, nobile, militare e politico francese († 1900)
- 1819 - Agénor de Gramont, diplomatico e politico francese († 1880)
- 1820 - Damiano Muoni, storico e numismatico italiano († 1894)
- 1821 - Giovanni Vidari, avvocato e politico italiano († 1894)
- 1822 - James William Marshall, politico statunitense († 1910)
- 1824 - Arthur Hobrecht, politico tedesco († 1912)
- 1825 - Antonino Abate, scrittore e politico italiano († 1888)
- 1826 - José Joaquín Álvarez de Toledo, XVIII duca di Medina Sidonia, politico spagnolo († 1900)
- 1827 - Matteo Fiorini, cartografo e geodeta italiano († 1901)
- 1829 - Robert Nobel, imprenditore svedese († 1896)
- 1831 - Adolf von Becker, pittore finlandese († 1909)
- 1831 - Ignazio Behnam II Benni, patriarca cattolico ottomano († 1897)
- 1835 - Jacinto Zamora, presbitero, scrittore e educatore filippino († 1872)
- 1836 - Walter Besant, scrittore inglese († 1901)
- 1836 - Gualtiero Sacchetti, ingegnere e politico italiano († 1917)
- 1837 - Giovanni De Castro, giornalista, scrittore e drammaturgo italiano († 1897)
- 1839 - Mariano Coppedè, artigiano, scultore e intagliatore italiano († 1920)
- 1840 - Richard von Krafft-Ebing, psichiatra e neurologo tedesco († 1902)
- 1842 - Paolo Carucci, storico italiano († 1925)
- 1842 - Jean Gaston Darboux, matematico francese († 1917)
- 1844 - Francesca Maria d'Orléans, duchessa francese († 1925)
- 1846 - Giuseppe Calì, pittore maltese († 1930)
- 1846 - Abele Mancini, storico e poeta italiano († 1899)
- 1847 - Robert Comtesse, politico svizzero († 1922)
- 1847 - Karl Oskar Medin, pediatra svedese († 1927)
- 1848 - Margaret Lindsay Huggins, astronoma irlandese († 1915)
- 1850 - Walter William Rouse Ball, matematico e avvocato britannico († 1925)
- 1851 - Paul Duproix, scrittore svizzero († 1912)
- 1851 - Doc Holliday, pistolero statunitense († 1887)
- 1852 - Carl Aarsleff, scultore danese († 1918)
- 1852 - Jules Pams, avvocato e politico francese († 1930)
- 1853 - Ugo Pendini, pittore italiano
- 1854 - John Bain, calciatore inglese († 1929)
- 1855 - Fernand Portal, presbitero francese († 1926)
- 1856 - Pietro Fragiacomo, pittore italiano († 1922)
- 1857 - Joseph-Marie Tissier, arcivescovo cattolico francese († 1948)
- 1858 - Niccola Gabiani, storico italiano († 1940)
- 1859 - Arturo De Varda, chimico italiano († 1944)
- 1859 - Alessandro Morani, pittore, decoratore e scenografo italiano († 1941)
- 1860 - Ernest Thompson Seton, saggista, naturalista e disegnatore britannico († 1946)
- 1864 - Fausto Cucchi Boasso, ambasciatore italiano († 1937)
- 1864 - Armando Tallarigo, militare e politico italiano († 1952)
- 1865 - Guido Castelnuovo, matematico e statistico italiano († 1952)
- 1865 - Pietro Gori, anarchico, giornalista e avvocato italiano († 1911)
- 1865 - Dmitrij Sergeevič Merežkovskij, scrittore russo († 1941)
- 1866 - Charles Jean de la Vallée-Poussin, matematico belga († 1962)
- 1867 - John Galsworthy, scrittore e drammaturgo inglese († 1933)
- 1867 - Artur Oppman, poeta polacco († 1931)
- 1868 - José Mardones, cantante e basso spagnolo († 1932)
- 1868 - Leone Sinigaglia, compositore italiano († 1944)
- 1869 - Armas Järnefelt, direttore d'orchestra e compositore finlandese († 1958)
- 1870 - J. Thomas Looney, scrittore britannico († 1944)
- 1870 - Nelson McDowell, attore statunitense († 1947)
- 1871 - Guangxu, imperatore cinese († 1908)
- 1872 - Frank Lanning, attore statunitense († 1945)
- 1872 - Emil Lind, attore e regista austriaco († 1948)
- 1873 - Madeleine Fournier-Sarlovèze, golfista francese († 1962)
- 1873 - Alexander Souter, biblista, latinista e grecista britannico († 1949)
- 1873 - Constance Titus, canottiere statunitense († 1967)
- 1874 - Paolo Baratta, pittore italiano († 1940)
- 1874 - Mustafa Kamil, politico e giornalista egiziano († 1908)
- 1874 - Ubaldo Puglieschi, militare italiano († 1965)
- 1874 - Antanas Smetona, politico e scrittore lituano († 1944)
- 1875 - Eusebio Ayala, insegnante e politico paraguaiano († 1942)
- 1875 - Mstislav Valerianovič Dobužinskij, artista russo († 1957)
- 1875 - Gino De Martino, tennista e dirigente sportivo italiano († 1956)
- 1876 - Sibilla Aleramo, scrittrice, poetessa e giornalista italiana († 1960)
- 1876 - Alessandro I di Serbia, sovrano († 1903)
- 1876 - Luigi Campolonghi, giornalista e scrittore italiano († 1944)
- 1877 - Pericle Cardinali, magistrato e politico italiano († 1947)
- 1877 - Aleksander Zelwerowicz, attore e regista polacco († 1955)
- 1878 - Emma Hauck, artista tedesca († 1920)
- 1878 - William Parsons, attore e produttore cinematografico statunitense († 1919)
- 1879 - Miro Gamba, ingegnere italiano († 1957)
- 1880 - Fred Alexander, tennista statunitense († 1969)
- 1880 - Percy Molson, velocista, lunghista e hockeista su ghiaccio canadese († 1917)
- 1881 - Julien Denis, calciatore francese († 1915)
- 1881 - Francis Ford, attore, regista e sceneggiatore statunitense († 1953)
- 1881 - Elsie Leslie, attrice teatrale statunitense († 1966)
- 1881 - Edward Siegler, ginnasta e multiplista statunitense († 1942)
- 1882 - Robert Curry, lottatore statunitense († 1944)
- 1883 - Giuseppe Cappi, politico e giurista italiano († 1963)
- 1883 - Gwendoline Eastlake-Smith, tennista britannica († 1941)
- 1883 - Ernest Everett Just, biologo statunitense († 1941)
- 1884 - Giuliano Cora, diplomatico italiano († 1968)
- 1884 - Anita King, attrice statunitense († 1963)
- 1884 - Viggo Larsen, attore, regista e produttore cinematografico danese († 1957)
- 1885 - Paolo Bernard, cantante e attore italiano († 1961)
- 1885 - Charlie Gunn, marciatore britannico († 1983)
- 1885 - Marjorie Hayward, violinista e insegnante inglese († 1953)
- 1885 - Giovanni Padula, imprenditore italiano († 1963)
- 1886 - Arthur Jeffrey Dempster, fisico statunitense († 1950)
- 1886 - Mignon Nevada, soprano britannica († 1971)
- 1887 - Marija Leiko, attrice lettone († 1938)
- 1887 - Roberto Narducci, architetto e ingegnere italiano († 1979)
- 1887 - Romolo Raschi, ingegnere e politico italiano († 1979)
- 1888 - Amedeo Escobar, compositore e musicista italiano († 1973)
- 1888 - Rosa Ramalho, ceramista portoghese († 1977)
- 1888 - Emma Zimmer, criminale di guerra tedesca († 1948)
- 1889 - Sidney Godley, militare britannico († 1957)
- 1889 - Willi Münzenberg, politico tedesco († 1940)
- 1889 - Otto Tief, politico e avvocato estone († 1976)
- 1889 - Charles Yuill, politico canadese († 1972)
- 1890 - Maria Gioitti Del Monaco, drammaturga, poetessa e scrittrice italiana († 1973)
- 1890 - Jørgen Hansen, canottiere danese († 1953)
- 1890 - Oswald Pirow, politico sudafricano († 1959)
- 1890 - Bruno Tesch, chimico e imprenditore tedesco († 1946)
- 1891 - Henning Bødtker, avvocato norvegese († 1975)
- 1891 - Phin Choonhavan, generale e politico thailandese († 1973)
- 1891 - Giuseppe Fioravanzo, ammiraglio italiano († 1975)
- 1891 - Giuseppe Pizzorno, generale italiano († 1980)
- 1891 - Umberto Valenti, mafioso italiano († 1922)
- 1892 - Antonio Lazzaro Fontana, calciatore italiano († 1916)
- 1892 - Tullio Garbari, pittore italiano († 1931)
- 1892 - Alfredo Malgeri, generale italiano († 1977)
- 1892 - Kaikhosru Shapurji Sorabji, compositore e pianista britannico († 1988)
- 1892 - Paul Wing, attore statunitense († 1957)
- 1893 - Carl Benton Reid, attore statunitense († 1973)
- 1894 - Jack Butler, calciatore e allenatore di calcio inglese († 1961)
- 1894 - Luigi Contessi, ginnasta italiano († 1967)
- 1894 - Allen Kearns, attore e cantante canadese († 1956)
- 1895 - Alessandro De Gaglia, politico e avvocato italiano († 1972)
- 1895 - Nikolaj Grigor'ev, scacchista e compositore di scacchi russo († 1938)
- 1895 - Julius Schlegel, militare e politico austriaco († 1958)
- 1896 - Albert Ball, aviatore britannico († 1917)
- 1896 - Joachim O. Fernández, politico statunitense († 1978)
- 1897 - Benedetta Cappa, pittrice, scenografa e scrittrice italiana († 1977)
- 1897 - Angelo Ferrari, attore italiano († 1945)
- 1897 - József Fogl, calciatore ungherese († 1971)
- 1897 - Erminio Marcias, militare italiano († 1917)
- 1897 - Leopold Nitsch, allenatore di calcio e calciatore austriaco († 1977)
- 1898 - Ana Julia Duque Heckner, religiosa colombiana († 1993)
- 1898 - Ernst Kyburz, lottatore svizzero († 1983)
- 1898 - Charlotte Oelschlägel, pattinatrice artistica su ghiaccio e attrice tedesca († 1984)
- 1899 - Maria Luisa Astaldi, scrittrice, critico letterario e giornalista italiana († 1982)
- 1899 - Marie Epstein, regista, sceneggiatrice e attrice francese († 1995)
- 1899 - Eddie Phillips, attore statunitense († 1965)
- 1899 - Sante Pollastri, criminale e anarchico italiano († 1979)
- 1899 - Alma Reville, sceneggiatrice inglese († 1982)
- 1899 - J. Walter Ruben, sceneggiatore, regista e produttore cinematografico statunitense († 1942)
- 1899 - Fritz Schwarz, bobbista tedesco († 1961)
- 1899 - Ethelind Terry, attrice e cantante statunitense († 1984)
- 1900 - Margret Boveri, giornalista tedesca († 1975)
- 1900 - Arturo Ferrara, tenore italiano († 1983)
- 1900 - Earl Foster Thomson, cavaliere statunitense († 1971)
- 1900 - Giovanni de Vergottini, storico italiano († 1973)

## XX secolo(878)
- 1901 - Mercedes Comaposada, pedagoga e avvocata spagnola († 1994)
- 1901 - Franz Konwitschny, direttore d'orchestra tedesco († 1962)
- 1901 - J. Peverell Marley, direttore della fotografia statunitense († 1964)
- 1901 - Battista Pederzoli, calciatore italiano († 1984)
- 1901 - Antonio Pedrotti, compositore, direttore d'orchestra e direttore di coro italiano († 1975)
- 1901 - Alice Rivaz, scrittrice svizzera († 1998)
- 1902 - Charlotte Ander, attrice tedesca († 1969)
- 1902 - Howard Bristol, scenografo statunitense († 1971)
- 1902 - Jurij Janovs'kyj, scrittore ucraino († 1954)
- 1902 - Sigurd Leeder, ballerino e coreografo tedesco († 1981)
- 1902 - Ferdinand Marian, attore austriaco († 1946)
- 1902 - Francisco Petrone, attore argentino († 1967)
- 1903 - Kim Chaek, rivoluzionario, politico e generale nordcoreano († 1951)
- 1903 - Eduardo Mallea, scrittore e saggista argentino († 1982)
- 1903 - Millard Mitchell, attore statunitense († 1953)
- 1903 - Karl Politz, calciatore tedesco († 1987)
- 1904 - Mario Giglio, cantante italiano
- 1904 - Léon Rosenfeld, fisico belga († 1974)
- 1904 - Emilio Servadio, psicoanalista, parapsicologo e esoterista italiano († 1995)
- 1905 - Jenő Ligeti, calciatore ungherese († 1944)
- 1906 - Horst P. Horst, fotografo tedesco († 1999)
- 1906 - Eugene Lukacs, statistico ungherese († 1987)
- 1906 - Charles Piroth, militare francese († 1954)
- 1906 - Luigi Roccati, pittore italiano († 1967)
- 1906 - Romeo Romei, ufficiale italiano († 1941)
- 1906 - Dino Staffa, cardinale e arcivescovo cattolico italiano († 1977)
- 1907 - Paul Doughty Bartlett, chimico statunitense († 1997)
- 1907 - Anacleto Boccalatte, artigiano e antifascista italiano († 1979)
- 1907 - Ernest Dichter, psicologo austriaco († 1991)
- 1907 - Robert Keres, cestista estone († 1946)
- 1907 - Rūdolfs Kundrāts, calciatore lettone († 1954)
- 1907 - Dick Lundy, animatore e regista statunitense († 1990)
- 1907 - Nino Maioli, compositore, pianista e direttore d'orchestra italiano († 1985)
- 1908 - Erich Altosaar, cestista, pallavolista e calciatore estone († 1941)
- 1908 - Rodolfo Braselli, cestista e allenatore di pallacanestro uruguaiano
- 1908 - Marinus Anton Donk, micologo olandese († 1972)
- 1908 - Franco Gorgone, imprenditore italiano († 1975)
- 1908 - Arthur Häggblad, fondista svedese († 1989)
- 1909 - Adele Bonolis, attivista italiana († 1980)
- 1909 - Juan Carreño, calciatore messicano († 1940)
- 1909 - Alberigo Lenza, politico italiano († 1966)
- 1909 - Aldo Masciotta, schermidore italiano († 1996)
- 1909 - Aldobrando Medici Tornaquinci, imprenditore e politico italiano († 1947)
- 1909 - Stuff Smith, violinista statunitense († 1967)
- 1910 - Bruno Brun, clarinettista jugoslavo († 1978)
- 1910 - Bruno Brusco, militare italiano († 1941)
- 1910 - Beniamino Dal Fabbro, poeta, scrittore e critico musicale italiano († 1989)
- 1910 - Judy Guinness, schermitrice britannica († 1952)
- 1910 - Massimo Mila, musicologo, critico musicale e traduttore italiano († 1988)
- 1910 - Willy Ronis, fotografo francese († 2009)
- 1910 - Pierre Schaeffer, compositore e musicologo francese († 1995)
- 1911 - Maurice Bouvet, psicoanalista francese († 1960)
- 1911 - Giuseppe Figuero Beltrán, religioso spagnolo († 1936)
- 1912 - Hilda Cameron, velocista canadese († 2001)
- 1912 - Lúcio Cardoso, scrittore, drammaturgo e poeta brasiliano († 1968)
- 1912 - Duck Dowell, cestista e allenatore di pallacanestro statunitense († 2003)
- 1912 - Oscar Montañés, calciatore argentino († 1985)
- 1912 - Frank Oppenheimer, fisico statunitense († 1985)
- 1912 - Erwin Strittmatter, scrittore e drammaturgo tedesco († 1994)
- 1912 - Carlos Armando Wilson, calciatore argentino († 1996)
- 1913 - Aleksandr Ivanovič Alekseev, agente segreto e diplomatico sovietico († 2001)
- 1913 - Fred Davis, giocatore di snooker inglese († 1998)
- 1913 - Nunzia Fumo, attrice italiana († 1992)
- 1913 - Romeo Giovannini, giornalista, scrittore e critico letterario italiano († 2005)
- 1913 - Franck Pourcel, direttore d'orchestra, violinista e compositore francese († 2000)
- 1913 - Ferruccio Tagliavini, tenore e attore italiano († 1995)
- 1914 - William Fritz, velocista canadese († 1995)
- 1914 - Adolf Göttner, alpinista e naturalista tedesco († 1937)
- 1914 - Poul Hartling, politico danese († 2000)
- 1914 - Andrea Leeds, attrice statunitense († 1984)
- 1914 - Roman Lysko, presbitero ucraino († 1949)
- 1914 - Federigo Melis, storico italiano († 1973)
- 1914 - Alberto Rosso, calciatore italiano († 1991)
- 1914 - Sterjo Spasse, scrittore, insegnante e pedagogista albanese († 1989)
- 1915 - Poul Bjørndahl Astrup, medico danese († 2000)
- 1915 - Sabatino Minucci, militare italiano († 1941)
- 1915 - Giovanni Pontini, pittore italiano († 1970)
- 1915 - Vidoe Smilevski, politico jugoslavo († 1979)
- 1916 - Johannes Hubschmid, linguista svizzero († 1995)
- 1916 - Luigi Kullmann, hockeista su pista, allenatore di hockey su pista e dirigente sportivo italiano († 2002)
- 1916 - Marcello Landi, pittore e poeta italiano († 1993)
- 1916 - Wellington Mara, imprenditore statunitense († 2005)
- 1916 - Heinrich Prinz zu Sayn-Wittgenstein, aviatore tedesco († 1944)
- 1916 - Norina Trombini, partigiana italiana († 2009)
- 1917 - Veniero Di Petta, politico italiano († 2012)
- 1918 - Al Grygo, giocatore di football americano statunitense († 1971)
- 1918 - Giovanni Passeri, scrittore italiano († 2001)
- 1919 - Alfonso Aparicio, calciatore e allenatore di calcio spagnolo († 1999)
- 1919 - Antonis Samarakis, scrittore greco († 2003)
- 1920 - Strahinja Alagić, cestista e allenatore di pallacanestro jugoslavo († 2002)
- 1920 - Francisco Boix, fotoreporter spagnolo († 1951)
- 1920 - Gorham Getchell, cestista, allenatore di pallacanestro e giocatore di football americano statunitense († 1980)
- 1921 - Giuliano Agresti, arcivescovo cattolico italiano († 1990)
- 1921 - Maria Teresa Albani, attrice italiana († 1989)
- 1921 - Julia Hartwig, poetessa polacca († 2017)
- 1921 - Marcel Leclerc, dirigente sportivo e editore francese († 1983)
- 1921 - Gino Mangini, sceneggiatore e regista italiano († 1991)
- 1921 - Giorgio Strehler, regista teatrale e direttore artistico italiano († 1997)
- 1922 - Alfredo Agostoni, pittore italiano († 1944)
- 1922 - Lucio Ardenzi, cantante, attore e regista italiano († 2002)
- 1922 - Walter Barni, partigiano e sindacalista italiano († 2014)
- 1922 - Astorre Cattabrini, calciatore italiano
- 1922 - Willie Kelly, calciatore scozzese († 1996)
- 1922 - Leslie Marr, pilota automobilistico britannico († 2021)
- 1922 - Donald Meltzer, psichiatra e psicoanalista statunitense († 2004)
- 1922 - Frédéric Rossif, regista jugoslavo († 1990)
- 1923 - Diodoro di Gerusalemme, vescovo ortodosso greco († 2000)
- 1923 - Alice Ghostley, attrice statunitense († 2007)
- 1923 - Ermido Santi, politico italiano († 1997)
- 1923 - Leonid Zagorujko, compositore di scacchi russo († 1999)
- 1924 - Lee Adams, paroliere statunitense
- 1924 - Andrea Carrea, ciclista su strada italiano († 2013)
- 1924 - Eduardo Fajardo, attore e doppiatore spagnolo († 2019)
- 1924 - Sverre Fehn, architetto norvegese († 2009)
- 1924 - György Mogoy, calciatore ungherese
- 1924 - Georges Prêtre, direttore d'orchestra francese († 2017)
- 1924 - Colin Ward, architetto e urbanista britannico († 2010)
- 1925 - Peter Demos, cestista greco († 2011)
- 1926 - Margot Benacerraf, regista venezuelana († 2024)
- 1926 - Martin Broszat, storico tedesco († 1989)
- 1926 - Agostino Cacciavillan, cardinale e arcivescovo cattolico italiano († 2022)
- 1926 - René Goscinny, fumettista e editore francese († 1977)
- 1926 - Buddy Greco, cantante e pianista statunitense († 2017)
- 1926 - Mário Jorge da Fonseca Hermes, cestista brasiliano († 2019)
- 1926 - Jimmy Slade, pugile statunitense († 1996)
- 1926 - Giorgio Ruffolo, politico, economista e dirigente d'azienda italiano († 2023)
- 1927 - Roger Carel, attore e doppiatore francese († 2020)
- 1927 - Agostino Coletto, ciclista su strada italiano († 2016)
- 1927 - Ben Kniest, pallanuotista olandese († 1992)
- 1927 - Sydney Patterson, pistard e ciclista su strada australiano († 1999)
- 1927 - Raphael Sealey, storico britannico († 2013)
- 1928 - Gunnar Andersson, calciatore svedese († 1969)
- 1928 - Arsenius Butscher, pilota motociclistico tedesco († 2013)
- 1928 - Luigi Fenga, poeta, romanziere e saggista italiano († 2016)
- 1928 - Maria Giacobbe, scrittrice e saggista italiana († 2024)
- 1928 - Jean-René Gougeon, driver francese († 2008)
- 1928 - Jana Černá, scrittrice ceca († 1981)
- 1928 - Jacques Rouffio, regista e sceneggiatore francese († 2016)
- 1928 - Lina Wertmüller, regista, sceneggiatrice e scrittrice italiana († 2021)
- 1928 - Amotz Zahavi, biologo e zoologo israeliano († 2017)
- 1929 - Lorez Alexandria, cantante statunitense († 2001)
- 1929 - Igino Balestra, calciatore italiano († 2006)
- 1929 - Giacomo Capuzzi, vescovo cattolico italiano († 2021)
- 1929 - Romolo Grano, musicista, compositore e direttore d'orchestra italiano
- 1929 - Thomas Meehan, librettista e sceneggiatore statunitense († 2017)
- 1929 - Osvaldo Reig, biologo e paleontologo argentino († 1992)
- 1929 - Sergio Saleri, dirigente sportivo italiano († 2019)
- 1929 - Louise Slaughter, politica statunitense († 2018)
- 1929 - Dick Tiger, pugile nigeriano († 1971)
- 1930 - Alfredo Arpaia, politico italiano († 2019)
- 1930 - Eddie Costa, pianista e vibrafonista statunitense († 1962)
- 1930 - Liz Fraser, attrice britannica († 2018)
- 1930 - Bruno Lazzaro, politico italiano († 2020)
- 1930 - Pedro Lombardía, giurista spagnolo († 1986)
- 1930 - Joseph Powathil, arcivescovo indiano († 2023)
- 1930 - Jerry Solomon, politico statunitense († 2001)
- 1931 - Betty Blue, modella, showgirl e attrice statunitense († 2000)
- 1931 - Silvana Castignone, filosofa e attivista italiana († 2023)
- 1931 - Ghulam Mustafa Jatoi, politico pakistano († 2009)
- 1931 - Jaime Ramírez, calciatore cileno († 2003)
- 1931 - Frederic Raphael, scrittore e sceneggiatore statunitense
- 1931 - Achille Sicari, chirurgo italiano († 2014)
- 1931 - Giovanni Zucchi, canottiere italiano († 2021)
- 1932 - Rino Bolognesi, doppiatore e direttore del doppiaggio italiano († 2020)
- 1932 - James V. Hansen, politico statunitense († 2018)
- 1932 - Warren Kirkendale, musicologo canadese († 2023)
- 1932 - Edward O. Thorp, matematico statunitense
- 1932 - Joan Vila i Grau, pittore e vetraio spagnolo († 2022)
- 1933 - Bryce Courtenay, romanziere sudafricano († 2012)
- 1933 - Richard R. Ernst, chimico svizzero († 2021)
- 1933 - Marcello Geppetti, fotografo italiano († 1998)
- 1934 - Lucien Clergue, fotografo francese († 2014)
- 1934 - Vernon Dobtcheff, attore francese
- 1934 - Simon Kochen, matematico canadese
- 1934 - Henry de Lumley, archeologo francese
- 1934 - Gábor Novák, canoista ungherese († 2021)
- 1934 - Gerald Ouellette, tiratore a segno canadese († 1975)
- 1934 - Peter Urban, karateka e maestro di karate statunitense († 2004)
- 1934 - Clara Vincenzi, cantante italiana
- 1935 - Antón Arrufat, drammaturgo, romanziere e saggista cubano († 2023)
- 1935 - John Brodie, giocatore di football americano statunitense
- 1935 - Lee Frost, regista, sceneggiatore e montatore statunitense († 2007)
- 1935 - Werner Heine, calciatore tedesco orientale († 2022)
- 1935 - Candace Hilligoss, attrice statunitense
- 1935 - Gary Tobian, tuffatore statunitense
- 1936 - Ben Carruthers, attore statunitense († 1983)
- 1936 - Angelo Rescaglio, politico italiano († 2023)
- 1936 - Roberto Rodríguez, vescovo cattolico argentino († 2021)
- 1936 - Elio Tinti, vescovo cattolico italiano († 2024)
- 1937 - Fran Bennett, attrice statunitense († 2021)
- 1937 - Franco Bevilacqua, giornalista, grafico e illustratore italiano
- 1937 - António Paula, ex calciatore portoghese
- 1938 - Enrico Bellone, storico della scienza e divulgatore scientifico italiano († 2011)
- 1938 - James Fargo, regista statunitense
- 1938 - Bennie Muller, calciatore olandese († 2024)
- 1938 - Mussula, calciatore brasiliano († 2018)
- 1938 - Setsuko Shimada, ex nuotatrice giapponese
- 1938 - Beata Tyszkiewicz, attrice polacca
- 1939 - Gert Burkard, attore tedesco († 2004)
- 1939 - Carlos Alberto Silva, allenatore di calcio brasiliano († 2017)
- 1939 - Lindsay Clarke, scrittore britannico
- 1939 - Alberto Crivellenti, ex calciatore italiano
- 1939 - Erick Friedman, violinista statunitense († 2004)
- 1939 - Massimo Giacomini, ex calciatore e allenatore di calcio italiano
- 1940 - Tom Eyen, drammaturgo, librettista e paroliere statunitense († 1991)
- 1940 - Arthur Laffer, economista statunitense
- 1940 - Alexei Panshin, scrittore e critico letterario statunitense († 2022)
- 1940 - Filippo Strofaldi, vescovo cattolico italiano († 2013)
- 1940 - Eddie Wilson, giocatore di football americano statunitense
- 1941 - Mario Ceccobelli, vescovo cattolico italiano
- 1941 - Lynne Cheney, scrittrice e politica statunitense
- 1941 - Aïcha Chenna, attivista marocchina († 2022)
- 1941 - David Crosby, chitarrista e cantautore statunitense († 2023)
- 1941 - Riccardo Sales, cestista e allenatore di pallacanestro italiano († 2006)
- 1941 - Heinke Salisch, politica tedesca
- 1941 - Connie Smith, cantante statunitense
- 1942 - Alberto Abruzzese, sociologo, scrittore e saggista italiano
- 1942 - Molefi Kete Asante, scrittore e filosofo statunitense
- 1942 - Francisco Labastida, politico e economista messicano
- 1942 - Silvio Lanaro, storico italiano († 2013)
- 1942 - Bryan Morrison, imprenditore e giocatore di polo britannico († 2008)
- 1942 - Jackie Oliver, ex pilota automobilistico britannico
- 1942 - Eugenio Riccio, avvocato e politico italiano
- 1942 - Son Seals, chitarrista e cantante statunitense († 2004)
- 1942 - Xie Fei, regista e sceneggiatore cinese
- 1943 - Ron Boehm, hockeista su ghiaccio canadese († 2017)
- 1943 - Ronnie Campbell, politico britannico († 2024)
- 1943 - Jean Dumont, ciclista su strada francese
- 1943 - Giulio Ferroni, critico letterario, storico della letteratura e saggista italiano
- 1943 - Jon McBride, astronauta statunitense († 2024)
- 1943 - Dave Metchick, ex calciatore inglese
- 1943 - Fumihiko Moroyama, ex cestista e allenatore di pallacanestro giapponese
- 1943 - Domenico Noviello, imprenditore italiano († 2008)
- 1943 - Francesco Perfetti, storico italiano
- 1943 - Italico Perlini, avvocato e politico italiano
- 1943 - Flavio Tattarini, politico italiano
- 1943 - Herman Van Springel, ciclista su strada e pistard belga († 2022)
- 1943 - Alessandro de Maigret, archeologo italiano († 2011)
- 1944 - Bobby Duncum, ex wrestler e ex giocatore di football americano statunitense
- 1944 - Franco Mori, ex ciclista su strada italiano
- 1944 - Franco Tretter, politico italiano
- 1945 - Brenda Benet, attrice statunitense († 1982)
- 1945 - Michele Buquicchio, politico e giurista italiano
- 1945 - Matteo Collura, giornalista e scrittore italiano
- 1945 - Steve Martin, attore, comico e sceneggiatore statunitense
- 1945 - Dennis O'Rourke, regista australiano († 2013)
- 1945 - Faustin Twagiramungu, politico ruandese († 2023)
- 1945 - Wim Wenders, regista, sceneggiatore e produttore cinematografico tedesco
- 1946 - Antonio Fargas, attore statunitense
- 1946 - Angelo Fredda, politico italiano
- 1946 - Larry Graham, bassista, cantante e produttore discografico statunitense
- 1946 - Yabby You, produttore discografico e cantante giamaicano († 2010)
- 1946 - Susan Saint James, attrice statunitense
- 1946 - David Schramm, attore statunitense († 2020)
- 1946 - Michela Sironi, politica italiana
- 1946 - Tom Walkinshaw, pilota automobilistico e dirigente sportivo britannico († 2010)
- 1947 - Augustinus Tumaole Bane, vescovo cattolico lesothiano
- 1947 - Pasquale La Cerra, politico italiano
- 1947 - Maddy Prior, cantante inglese
- 1947 - Danielle Steel, scrittrice statunitense
- 1947 - Jirō Taniguchi, fumettista giapponese († 2017)
- 1948 - David Harold Bailey, matematico e informatico statunitense
- 1948 - Joe Cooke, cestista statunitense († 2006)
- 1948 - Gianni De Gennaro, poliziotto, dirigente pubblico e prefetto italiano
- 1948 - Riccardo Marone, politico italiano
- 1948 - Ranieri Pontello, imprenditore italiano
- 1948 - Greg Rogers, ex nuotatore australiano
- 1948 - Lou Wagner, attore statunitense
- 1949 - Bob Backlund, ex wrestler statunitense
- 1949 - Mariolino Barberis, cantante e musicista italiano
- 1949 - Sāmir Fahmī, politico e ingegnere egiziano
- 1949 - Rawhi Fattuh, militare e politico palestinese
- 1949 - Jeanne Lamon, violinista e direttrice d'orchestra statunitense († 2021)
- 1949 - Gerry Mullins, ex giocatore di football americano statunitense
- 1949 - Morten Olsen, allenatore di calcio e ex calciatore danese
- 1949 - Tina Romero, attrice messicana
- 1949 - Rosario Spatola, mafioso e collaboratore di giustizia italiano († 2008)
- 1949 - Patrizia Violi, linguista italiana
- 1950 - Fedja Damjanov, ex canoista bulgaro
- 1950 - François Dupeyron, regista e sceneggiatore francese († 2016)
- 1950 - Vincenzo Guerini, ex velocista italiano
- 1950 - Peter Guinness, attore britannico
- 1950 - Gary Larson, fumettista statunitense
- 1950 - Massimo Lucarelli, ex cestista e dirigente sportivo italiano
- 1950 - Paolo Mengoli, cantante e personaggio televisivo italiano
- 1950 - Francesco Paolo Tanzj, scrittore e poeta italiano
- 1950 - Jim Wynorski, regista, produttore cinematografico e sceneggiatore statunitense
- 1951 - Peter Blegvad, musicista e fumettista statunitense
- 1951 - Jean-Christophe Cambadélis, politico francese
- 1951 - Carl Lumbly, attore e doppiatore statunitense
- 1951 - Beatrice Maria Magnolfi, politica italiana
- 1951 - Dulce María Sauri Riancho, politica messicana
- 1951 - Rita Laura Segato, scrittrice, antropologa e attivista argentina
- 1952 - Joseph Atanga, arcivescovo cattolico camerunese
- 1952 - Pino D'Angiò, cantautore italiano († 2024)
- 1952 - Roberto Fassina, giocatore di curling e copilota di rally italiano († 2023)
- 1952 - Peter Fonagy, psicologo e psicoanalista ungherese
- 1952 - Edgardo Franzosini, scrittore, biografo e traduttore italiano
- 1952 - Edward Janiak, vescovo cattolico polacco († 2021)
- 1952 - Mark Lee, ex astronauta statunitense
- 1952 - Debbie Meyer, ex nuotatrice statunitense
- 1952 - Paola Moro, ex maratoneta italiana
- 1952 - George Pakos, ex calciatore canadese
- 1952 - John Sims, allenatore di calcio e ex calciatore inglese
- 1952 - Daniele Tinchella, ex ciclista su strada italiano
- 1953 - Néstor Cerpa Cartolini, rivoluzionario peruviano († 1997)
- 1953 - Tom DiCillo, regista, sceneggiatore e direttore della fotografia statunitense
- 1953 - James Horner, compositore e direttore d'orchestra statunitense († 2015)
- 1953 - Reidar Lund, ex calciatore norvegese
- 1953 - Ulla Meinecke, cantante e scrittrice tedesca
- 1953 - Raymond Washington, criminale statunitense († 1979)
- 1954 - Alda Balestra, ex modella italiana
- 1954 - Shyqyri Ballgjini, ex calciatore albanese
- 1954 - Gianroberto Casaleggio, imprenditore e politico italiano († 2016)
- 1954 - Felice Farina, regista e sceneggiatore italiano († 2023)
- 1954 - Christian Gross, allenatore di calcio e ex calciatore svizzero
- 1954 - Stanley A. McChrystal, generale statunitense
- 1954 - Ivano Miglioli, politico italiano
- 1954 - Yūko Mita, attrice e doppiatrice giapponese
- 1954 - Anatolij Myškin, ex cestista e allenatore di pallacanestro sovietico
- 1954 - Lucrezia Reichlin, economista italiana
- 1955 - Susanna Camusso, politica e sindacalista italiana
- 1955 - Antonello Grimaldi, regista, attore e sceneggiatore italiano
- 1955 - Marcia Morey, politica e ex nuotatrice statunitense
- 1955 - Steve Mormando, ex schermidore statunitense
- 1955 - Loredana Piazza, showgirl e ex modella italiana
- 1955 - Gerard Plunkett, attore e doppiatore irlandese
- 1955 - Güler Sabancı, imprenditrice e dirigente d'azienda turca
- 1955 - Roberto Sorrentino, allenatore di calcio e ex calciatore italiano
- 1955 - Edward Trevelyan, ex velista statunitense
- 1956 - Alfredo Francesconi, ex nuotatore italiano
- 1956 - Nicola Fusco, matematico italiano
- 1956 - Marco Garofalo, ballerino e coreografo italiano († 2018)
- 1956 - Jackée Harry, attrice, cantante e comica statunitense
- 1956 - Andy King, allenatore di calcio e calciatore inglese († 2015)
- 1956 - Marco Martinelli, drammaturgo e regista teatrale italiano
- 1956 - Robert Skolimowski, ex sollevatore polacco
- 1956 - Joan Slonczewski, scrittrice statunitense
- 1956 - Khal Torabully, scrittore mauriziano
- 1956 - C.J. Vanston, compositore, produttore discografico e tastierista statunitense
- 1956 - Rusty Wallace, pilota automobilistico statunitense
- 1957 - José Coronado, attore e doppiatore spagnolo
- 1957 - Peter Costello, politico australiano
- 1957 - Pietro Folena, politico italiano
- 1957 - Guido del Giudice, scrittore italiano
- 1957 - Roberto Goveani, dirigente sportivo italiano
- 1957 - Peter Griffiths, ex calciatore inglese
- 1957 - Paul-Gerhard Klumbies, teologo tedesco
- 1957 - Tony Moran, attore statunitense
- 1957 - Roberto Ríos Osorio, ex cestista portoricano
- 1957 - Dani Rodrik, economista turco
- 1958 - Vjačeslav Čanov, ex calciatore sovietico
- 1958 - Giuseppe Carelli, ex giocatore di baseball e allenatore di baseball italiano
- 1958 - Andrea Corsaro, politico italiano
- 1958 - Big John Duncan, chitarrista britannico
- 1958 - Bobby Eaton, wrestler statunitense († 2021)
- 1958 - Mauro Ferraresi, sociologo italiano
- 1958 - Derrick Hatchett, ex giocatore di football americano statunitense
- 1958 - Dan Larsson, ex nuotatore svedese
- 1958 - Galina Mel'ničenko, ex cestista sovietica
- 1958 - Jurij Susloparov, calciatore e allenatore di calcio sovietico († 2012)
- 1958 - Carlos Tavares, imprenditore e dirigente d'azienda portoghese
- 1959 - Frank Brickowski, ex cestista statunitense
- 1959 - Christian Maria Goebel, attore tedesco
- 1959 - Bill Hagerty, politico e diplomatico statunitense
- 1959 - Marcia Gay Harden, attrice statunitense
- 1959 - Russell Hodgkinson, attore canadese
- 1959 - Magic Johnson, ex cestista, allenatore di pallacanestro e imprenditore statunitense
- 1959 - Ryszard Komornicki, allenatore di calcio e ex calciatore polacco
- 1959 - Heather Hunte, ex velocista britannica
- 1959 - Raja Zarith Sofia, nobile malaysiana
- 1959 - Peter Shor, informatico statunitense
- 1960 - Sarah Brightman, soprano e attrice britannica
- 1960 - Cecilia Gasdia, soprano italiano
- 1960 - Stet Howland, batterista statunitense
- 1960 - Carl Allan Kemme, vescovo cattolico statunitense
- 1960 - Shujaat Husain Khan, musicista indiano
- 1960 - Eddie Krnčević, allenatore di calcio e ex calciatore australiano
- 1960 - Edward Charles Malesic, vescovo cattolico statunitense
- 1960 - Igor' Nikulin, martellista russo († 2021)
- 1960 - Fred Roberts, ex cestista statunitense
- 1961 - Beatriz Argimón, notaia e politica uruguaiana
- 1961 - Eddie Gilbert, wrestler statunitense († 1995)
- 1961 - John Hillcoat, regista e sceneggiatore australiano
- 1961 - Miloslav Hořava, allenatore di hockey su ghiaccio e ex hockeista su ghiaccio ceco
- 1961 - Buddy Landel, wrestler statunitense († 2015)
- 1961 - Yourik Sargsyan, ex sollevatore sovietico
- 1961 - Werner Stocker, bobbista svizzero
- 1961 - Satoshi Tsunami, allenatore di calcio e ex calciatore giapponese
- 1962 - Gustavo Alfaro, allenatore di calcio e ex calciatore argentino
- 1962 - Riccardo Battocchio, vescovo cattolico italiano
- 1962 - Horst Bulau, ex saltatore con gli sci canadese
- 1962 - Sergio Cosentino, cabarettista e autore televisivo italiano
- 1962 - Ikililou Dhoinine, politico comoriano
- 1962 - Jeff Farmer, wrestler statunitense
- 1962 - Toño Hernández, allenatore di calcio e ex calciatore spagnolo
- 1962 - Seija Hyytiäinen, ex biatleta finlandese
- 1962 - Igors Meļņiks, ex cestista lettone
- 1962 - Steve Reevis, attore statunitense († 2017)
- 1963 - David Aaron Baker, attore statunitense
- 1963 - Emmanuelle Béart, attrice francese
- 1963 - Adam Bomb, cantante e chitarrista statunitense
- 1963 - Miriam Di Pasquale, pianista e clavicembalista italiana († 2024)
- 1963 - Meinolf Finke, scrittore e poeta tedesco
- 1963 - Christian Gonzales y Herrera, maestro di karate italiano
- 1963 - Karen Karapetyan, politico armeno
- 1963 - Marco Kröger, doppiatore e attore tedesco
- 1963 - Gry Østvik, ex biatleta norvegese
- 1963 - Eugene Scalia, politico statunitense
- 1963 - Patrick Summers, direttore d'orchestra statunitense
- 1963 - Mike Williams, ex cestista statunitense
- 1964 - Neal Anderson, ex giocatore di football americano statunitense
- 1964 - Sammy Lelei, ex maratoneta e mezzofondista keniota
- 1964 - Mike Miller, allenatore di pallacanestro statunitense
- 1964 - Mark Pocan, politico statunitense
- 1964 - Paul Rideout, ex calciatore inglese
- 1964 - Hussain Shah Syed, ex pugile pakistano
- 1964 - Andrew Kevin Walker, sceneggiatore statunitense
- 1965 - Martin Allen, allenatore di calcio e ex calciatore inglese
- 1965 - Brannon Braga, sceneggiatore e produttore televisivo statunitense
- 1965 - Solex, musicista olandese
- 1965 - Marcelino García Toral, allenatore di calcio e ex calciatore spagnolo
- 1965 - Boris Kollár, politico e imprenditore slovacco
- 1965 - Mun Gyeong-ja, ex cestista sudcoreana
- 1965 - Terry Richardson, fotografo e regista statunitense
- 1966 - Fabio Barovero, musicista e compositore italiano
- 1966 - Halle Berry, attrice e modella statunitense
- 1966 - Roman Bondarenko, ex calciatore ucraino
- 1966 - Eugenio Capone, ex cestista italiano
- 1966 - Henri-Marie Dondra, politico centrafricano
- 1966 - Tullio Forgiarini, scrittore lussemburghese
- 1966 - Karl Petter Løken, ex calciatore norvegese
- 1966 - Freddy Rincón, calciatore e allenatore di calcio colombiano († 2022)
- 1966 - Bjarne Sognnæs, procuratore sportivo e ex calciatore norvegese
- 1966 - Paolo Tofoli, ex pallavolista e allenatore di pallavolo italiano
- 1967 - Ivajlo Andonov, allenatore di calcio e ex calciatore bulgaro
- 1967 - Keith DeLong, ex giocatore di football americano statunitense
- 1967 - Ehab Galal, allenatore di calcio e calciatore egiziano († 2024)
- 1967 - Erik Gandini, regista e produttore cinematografico italiano
- 1967 - Natasha Hovey, attrice italiana
- 1967 - Jill Morris, diplomatica britannica
- 1967 - Kenji Ōba, ex calciatore giapponese
- 1967 - William Prunier, allenatore di calcio e ex calciatore francese
- 1967 - Samson Siasia, allenatore di calcio e ex calciatore nigeriano
- 1967 - Kathrin Weßel, ex mezzofondista e maratoneta tedesca
- 1968 - Mark Atkins, allenatore di calcio e ex calciatore inglese
- 1968 - Ben Bass, attore canadese
- 1968 - Catherine Bell, attrice e ex modella britannica
- 1968 - Emanuel Bevilacqua, attore italiano
- 1968 - Jamie Catto, cantante britannico
- 1968 - Darren Clarke, golfista britannico
- 1968 - Péter Farkas, ex lottatore ungherese
- 1968 - Jennifer Flavin, ex modella e imprenditrice statunitense
- 1968 - Jamila Ksiksi, politica tunisina († 2022)
- 1968 - Jason Leonard, ex rugbista a 15 britannico
- 1968 - Adrian Lester, attore britannico
- 1968 - David McKenna, sceneggiatore, produttore cinematografico e produttore televisivo statunitense
- 1968 - Sana' Mehaydli, guerrigliera libanese († 1985)
- 1968 - Ana Moser, pallavolista e politica brasiliana
- 1968 - Terry Notary, stuntman, attore e coreografo statunitense
- 1968 - Raúl Peinador, ex schermidore spagnolo
- 1968 - Juan Carlos Ruiz, ex calciatore boliviano
- 1968 - Onésimo Sánchez, allenatore di calcio e ex calciatore spagnolo
- 1968 - Fuad Šašivarević, ex calciatore bosniaco
- 1969 - Nadežda Aleksieva, ex biatleta bulgara
- 1969 - Alberto Boggio, ex calciatore argentino
- 1969 - Tracy Caldwell Dyson, astronauta statunitense
- 1969 - Claudia Catani, doppiatrice e direttrice del doppiaggio italiana
- 1969 - Filippo Domenicali, velista italiano
- 1969 - Paul Loga, ex calciatore camerunese
- 1969 - Roberto Malgesini, presbitero italiano († 2020)
- 1969 - Annamaria Marasi, dirigente sportiva e ex pallavolista italiana
- 1969 - Panagiōtīs Pounnas, ex calciatore cipriota
- 1969 - Maj Helen Sorkmo, ex fondista norvegese
- 1969 - Trey Spruance, compositore e produttore discografico statunitense
- 1969 - Stig Tøfting, ex calciatore danese
- 1969 - Ferro Tontini, ex calciatore italiano
- 1970 - Hannah Beachler, scenografa statunitense
- 1970 - Carlos Germano, ex calciatore brasiliano
- 1970 - Vincenzo Di Pilato, presbitero e teologo italiano
- 1970 - Arno Doomernik, ex calciatore olandese
- 1970 - Sláva Doseděl, allenatore di tennis e ex tennista ceco
- 1970 - Mark Heaney, batterista britannico
- 1970 - Jákup Mikkelsen, ex calciatore faroese
- 1970 - Francesco Squillace, ex arbitro di calcio italiano
- 1970 - Mirko Taccola, allenatore di calcio e ex calciatore italiano
- 1971 - Au Wai Lun, ex calciatore e ex giocatore di calcio a 5 hongkonghese
- 1971 - Raoul Bova, attore italiano
- 1971 - Scott Michael Campbell, attore statunitense
- 1971 - Benito Carbone, allenatore di calcio e ex calciatore italiano
- 1971 - Peter Franzén, attore finlandese
- 1971 - Luis Fuentes, ex calciatore cileno
- 1971 - Vasiliy Kononov, ex calciatore kirghiso
- 1971 - Mark Loretta, ex giocatore di baseball statunitense
- 1971 - Edison Mafla, ex calciatore colombiano
- 1971 - Pasquale Marino, botanico italiano
- 1971 - Andrea Peron, ex ciclista su strada italiano
- 1971 - Assunta Randello, calciatrice italiana
- 1971 - Guia Risari, scrittrice e traduttrice italiana
- 1971 - Adam Timmerman, ex giocatore di football americano statunitense
- 1971 - Philipp Wäffler, ex pentatleta svizzero
- 1972 - Yamilé Aldama, triplista cubana
- 1972 - Davide Benetello, karateka italiano
- 1972 - Harles Bourdier, ex calciatore paraguaiano
- 1972 - Olle Håkanson, ex cestista svedese
- 1972 - Takako Honda, doppiatrice giapponese
- 1972 - Laurent Lamothe, politico e imprenditore haitiano
- 1972 - Jay Manuel, fotografo, modello e truccatore canadese
- 1972 - Giuseppe Mazzarelli, ex calciatore svizzero
- 1972 - Ed O'Bannon, ex cestista statunitense
- 1972 - Cristina Quaranta, showgirl italiana
- 1972 - Karl Ready, ex calciatore gallese
- 1972 - Marco Serpellini, ex ciclista su strada italiano
- 1972 - David Stone, comico e scrittore francese
- 1972 - Yoo Jae-suk, comico e conduttore televisivo sudcoreano
- 1972 - Cristian Zorzi, ex fondista italiano
- 1973 - Alessandro Bertolucci, attore italiano
- 1973 - Romane Bohringer, attrice francese
- 1973 - Jared Borgetti, ex calciatore messicano
- 1973 - Francesco Emilio Borrelli, politico e giornalista italiano
- 1973 - Jacob Brent, ballerino, coreografo e attore statunitense
- 1973 - Ciro Caruso, ex calciatore italiano
- 1973 - Cristiano Cordeiro, allenatore di calcio e ex calciatore brasiliano
- 1973 - Tony Gustavsson, allenatore di calcio e ex calciatore svedese
- 1973 - Mariano Hood, allenatore di tennis e ex tennista argentino
- 1973 - Daisuke Ishiwatari, programmatore, illustratore e compositore giapponese
- 1973 - Mike Mamula, ex giocatore di football americano statunitense
- 1973 - Emiliano Mulieri, ex rugbista a 15 argentino
- 1973 - Jay-Jay Okocha, ex calciatore nigeriano
- 1973 - Kieren Perkins, ex nuotatore australiano
- 1973 - Marco Traniello, giocatore di poker italiano
- 1973 - Vladimir Vujasinović, ex pallanuotista e allenatore di pallanuoto serbo
- 1974 - Chucky Atkins, ex cestista e allenatore di pallacanestro statunitense
- 1974 - Artur Balder, scrittore e regista spagnolo
- 1974 - Marvin Benítez, ex calciatore salvadoregno
- 1974 - Rafael García, allenatore di calcio e ex calciatore messicano
- 1974 - Susanne Gärtner, attrice tedesca
- 1974 - Christopher Gorham, attore statunitense
- 1974 - Silvio Horta, sceneggiatore e produttore televisivo statunitense († 2020)
- 1974 - Christopher Koskei, ex siepista e maratoneta keniota
- 1974 - Raphael Lacoste, direttore artistico francese
- 1974 - Fredrik Larsson, bassista svedese
- 1974 - Ana Matronic, cantante statunitense
- 1975 - Denni Conteh, ex calciatore danese
- 1975 - Greg Ellis, ex giocatore di football americano statunitense
- 1975 - Luigi Famiglietti, politico italiano
- 1975 - Zaina Kapepula, ex cestista della Repubblica Democratica del Congo
- 1975 - Laura Nicolini, ex cestista argentina
- 1975 - Michael Pittman, ex giocatore di football americano statunitense
- 1975 - Seo Dong-won, ex calciatore sudcoreano
- 1975 - Christy Smith, ex cestista e allenatrice di pallacanestro statunitense
- 1975 - Samuel Streiff, attore svizzero
- 1975 - Mike Vrabel, ex giocatore di football americano e allenatore di football americano statunitense
- 1976 - Marta Antonioli, ex sciatrice alpina italiana
- 1976 - Edy Cabrera, ex calciatore guatemalteco
- 1976 - Manuel Calvente, ex ciclista su strada spagnolo
- 1976 - Dmytro Deljatyc'kyj, generale ucraino
- 1976 - Fabrizio Donato, ex triplista e ex lunghista italiano
- 1976 - Naoki Hane, giocatore di go giapponese
- 1976 - Aretha Thurmond, discobola statunitense
- 1976 - Jerome Young, ex velocista statunitense
- 1977 - Justin Anlezark, pesista australiano
- 1977 - Raffaele Biancolino, allenatore di calcio e ex calciatore italiano
- 1977 - Preben Fjære Brynemo, ex combinatista nordico norvegese
- 1977 - AnnaLaura Cantone, illustratrice e disegnatrice italiana
- 1977 - Elena Ežova, pallavolista ucraina
- 1977 - Richie Frahm, ex cestista statunitense
- 1977 - Daniela Gini, ex rugbista a 15 italiana
- 1977 - Ed Harcourt, cantautore britannico
- 1977 - Michaela Kofler, ex sciatrice alpina austriaca
- 1977 - Elisavet Mystakidou, taekwondoka greca
- 1977 - Juan Pierre, giocatore di baseball statunitense
- 1977 - Alex Righetti, allenatore di pallacanestro e ex cestista italiano
- 1977 - Wayne Roberts, ex calciatore sudafricano
- 1977 - Al Shearer, attore statunitense
- 1977 - Tonya Verbeek, lottatrice canadese
- 1978 - Pascal Delhommeau, ex calciatore francese
- 1978 - Marcel Fischer, ex schermidore svizzero
- 1978 - Petter Furuseth, calciatore norvegese
- 1978 - Orlando Huff, ex giocatore di football americano statunitense
- 1978 - Ivan Ilić, pianista statunitense
- 1978 - Frankie Ingrassia, attrice e regista statunitense
- 1978 - Radovan Krivokapić, allenatore di calcio e ex calciatore serbo
- 1978 - Anastasios Kyriakos, ex calciatore greco
- 1978 - El Muez Mahgoub Abdallah, ex calciatore sudanese
- 1978 - Brett McLean, allenatore di hockey su ghiaccio e ex hockeista su ghiaccio canadese
- 1978 - Missincat, cantautrice italiana
- 1979 - Emir Alečković, ex arbitro di calcio bosniaco
- 1979 - Séverine Brémond Beltrame, ex tennista francese
- 1979 - Jérémie Bréchet, allenatore di calcio e ex calciatore francese
- 1979 - Paul Burgess, astista australiano
- 1979 - Alejandro Escalona, ex calciatore cileno
- 1979 - Frederico Emanuel Tavares Martins, ex calciatore portoghese
- 1979 - Michal Masný, ex pallavolista slovacco
- 1979 - Sandra McCoy, attrice statunitense
- 1979 - Sayaka Murata, scrittrice giapponese
- 1979 - Jamie Parker, attore e cantante britannico
- 1979 - Michela Pellizzoni, ex calciatrice italiana
- 1979 - Michal Rak, pallavolista ceco
- 1979 - Freddy, ex calciatore angolano
- 1980 - Masami Abe, giocatrice di bowling giapponese
- 1980 - Shalva Apkhazava, calciatore georgiano († 2004)
- 1980 - Malkhaz Asatiani, ex calciatore georgiano
- 1980 - Tenčo Banev, ex cestista bulgaro
- 1980 - Mike Bauer, ex cestista statunitense
- 1980 - David Dal Maso, ex rugbista a 15 italiano
- 1980 - Julien Denormandie, ingegnere e politico francese
- 1980 - Nick Evans, ex rugbista a 15 e allenatore di rugby a 15 neozelandese
- 1980 - Adam Hall, ex hockeista su ghiaccio statunitense
- 1980 - Estrella Morente, cantante spagnola
- 1980 - Pak Song-gwan, calciatore nordcoreano
- 1980 - Anders Stadheim, ex calciatore norvegese
- 1980 - Aydın Toscalı, allenatore di calcio e ex calciatore turco
- 1980 - Roy Williams, ex giocatore di football americano statunitense
- 1981 - Moisés Aldape, ex ciclista su strada messicano
- 1981 - Adrián Araujo, pilota motociclistico spagnolo
- 1981 - Earl Barron, ex cestista e allenatore di pallacanestro statunitense
- 1981 - Clément Beaune, politico francese
- 1981 - Anna Carina, cantante e personaggio televisivo peruviana
- 1981 - Bass Sultan Hengzt, rapper tedesco
- 1981 - Adamo Coulibaly, ex calciatore francese
- 1981 - Matthew Etherington, allenatore di calcio e ex calciatore inglese
- 1981 - Ray William Johnson, attore, comico e youtuber statunitense
- 1981 - Julius Jones, ex giocatore di football americano statunitense
- 1981 - Kofi Kingston, wrestler ghanese
- 1981 - Scott Lipsky, ex tennista statunitense
- 1981 - Adrienne C. Moore, attrice statunitense
- 1981 - Juan Manuel Olivera, allenatore di calcio e ex calciatore uruguaiano
- 1981 - Ali Palabıyık, arbitro di calcio turco
- 1981 - Benedetta Rinaldi, giornalista, conduttrice televisiva e conduttrice radiofonica italiana
- 1981 - Erjon Rizvanolli, ex calciatore albanese
- 1981 - Federico Rizzo, attore italiano
- 1981 - Sjarhej Sasnoŭski, ex calciatore bielorusso
- 1982 - Simon Andrews, pilota motociclistico britannico († 2014)
- 1982 - David Call, attore statunitense
- 1982 - Mangué Camara, ex calciatore guineano
- 1982 - Suroor Salim, ex calciatore emiratino
- 1982 - Christi Thomas, ex cestista statunitense
- 1982 - Dominique Wacalie, allenatore di calcio e ex calciatore
- 1983 - Elena Baltacha, tennista britannica († 2014)
- 1983 - Sunidhi Chauhan, cantante indiana
- 1983 - Black Milk, rapper e produttore discografico statunitense
- 1983 - Azzurra Ermito, ex cestista italiana
- 1983 - Jacob Holmes, ex cestista australiano
- 1983 - Vlado Jeknić, ex calciatore montenegrino
- 1983 - Mila Kunis, attrice, modella e doppiatrice ucraina
- 1983 - Lu Yen-hsun, ex tennista taiwanese
- 1983 - Philemon McCarthy, ex calciatore ghanese
- 1983 - Vittorio Micolucci, ex calciatore italiano
- 1983 - Lamorne Morris, attore e personaggio televisivo statunitense
- 1983 - Mousa Nabipour, cestista iraniano
- 1983 - Spencer Pratt, attore statunitense
- 1983 - Heiko Westermann, ex calciatore tedesco
- 1984 - Issam Fayel Al-Sinani, calciatore omanita
- 1984 - Eva Birnerová, ex tennista ceca
- 1984 - Konstantin Borisov, cosmonauta russo
- 1984 - Giorgio Chiellini, dirigente sportivo e ex calciatore italiano
- 1984 - Kunzang Choden, tiratrice a segno bhutanese
- 1984 - Adam D'Angelo, imprenditore e informatico statunitense
- 1984 - Eric Gillette, cantante e polistrumentista statunitense
- 1984 - Naoki Ishihara, ex calciatore giapponese
- 1984 - Benjamin Lavernhe, attore francese
- 1984 - Vytautas Lukša, ex calciatore lituano
- 1984 - Christina Lustenberger, ex sciatrice alpina canadese
- 1984 - Matti Rajakylä, ex nuotatore finlandese
- 1984 - Robin Söderling, allenatore di tennis e ex tennista svedese
- 1984 - Seule Soromon, calciatore vanuatuano
- 1984 - Matteo Spada, giocatore di football americano italiano
- 1984 - Roman Torochov, militare russo († 2023)
- 1984 - Joan Toscano, ex calciatore andorrano
- 1984 - Carl Valeri, ex calciatore australiano
- 1984 - Ivan Žigeranović, cestista serbo
- 1985 - Petr Bohačík, cestista ceco
- 1985 - Norbert Bonvecchio, giavellottista italiano
- 1985 - Crystal Bowersox, cantautrice statunitense
- 1985 - Jamie Brittain, sceneggiatore scozzese
- 1985 - Ashlynn Brooke, ex attrice pornografica statunitense
- 1985 - José Calderón, calciatore panamense
- 1985 - Châu Phong Hòa, ex calciatore vietnamita
- 1985 - Christian Gentner, ex calciatore tedesco
- 1985 - Danny Graham, ex calciatore inglese
- 1985 - Lavinia Guglielman, attrice italiana
- 1985 - Simone Piazzola, baritono italiano
- 1985 - Wilson Pittoni, calciatore paraguaiano
- 1985 - Mauricio Saucedo, calciatore boliviano
- 1985 - Gareth Sine, ex sciatore alpino canadese
- 1985 - Ville Taulo, ex calciatore finlandese
- 1985 - Shea Weber, hockeista su ghiaccio canadese
- 1986 - Nigel Boogard, ex calciatore australiano
- 1986 - James Dens da Silva, ex calciatore brasiliano
- 1986 - Nick Ffrost, nuotatore australiano
- 1986 - Kenny Hasbrouck, cestista statunitense
- 1986 - Terin Humphrey, ex ginnasta statunitense
- 1986 - Cameron Jerome, ex calciatore inglese
- 1986 - Rainford Kalaba, ex calciatore zambiano
- 1986 - Casey LaBow, attrice statunitense
- 1986 - Chelsea Marshall, ex sciatrice alpina statunitense
- 1986 - Sara Masoud, atleta paralimpica qatariota
- 1986 - Jony Ramos, ex calciatore saotomense
- 1986 - Braian Rodríguez, ex calciatore uruguaiano
- 1986 - Ludgério Silva, ex calciatore saotomense
- 1986 - Selwyn Sese Ala, calciatore vanuatuano († 2015)
- 1986 - Gabriella Szabó, canoista ungherese
- 1986 - Tania Tuccinardi, cantante e attrice teatrale italiana
- 1987 - Sergej Bagrej, pallavolista russo
- 1987 - Jessica Barboza, modella venezuelana
- 1987 - Jean-Claude Chang Koei Chang, calciatore francese
- 1987 - Johnny Gargano, wrestler statunitense
- 1987 - Gregory Giovenali, giocatore di calcio a 5 australiano
- 1987 - Jacopo Guarnieri, ex ciclista su strada e ex pistard italiano
- 1987 - Sinem Kobal, attrice turca
- 1987 - Damiano Lenzi, scialpinista italiano
- 1987 - David Peralta, giocatore di baseball venezuelano
- 1987 - Matteo Rabottini, ciclista su strada italiano
- 1987 - Juan Surraco, ex calciatore uruguaiano
- 1987 - Tim Tebow, ex giocatore di football americano statunitense
- 1988 - Riccardo Antonelli, ex cestista italiano
- 1988 - Junior Burgos, ex calciatore salvadoregno
- 1988 - Ivan Crnov, calciatore croato
- 1988 - Adama Diatta, lottatore senegalese
- 1988 - Ljubomir Fejsa, ex calciatore serbo
- 1988 - Roniel Iglesias, pugile cubano
- 1988 - Alex Liddi, giocatore di baseball italiano
- 1988 - Loreto Mauleón, attrice spagnola
- 1988 - Kayla Mueller, attivista statunitense († 2015)
- 1988 - Adrian Rodrígues, ex calciatore andorrano
- 1988 - Anna Smith, ex tennista britannica
- 1988 - Lilith Stangenberg, attrice tedesca
- 1988 - Elise Thorsnes, calciatrice norvegese
- 1989 - Brandon Brown, cestista statunitense
- 1989 - Fallou Diagne, calciatore senegalese
- 1989 - Walter Fernández, ex calciatore spagnolo
- 1989 - Ander Herrera, calciatore spagnolo
- 1989 - Milica Jovanović, cestista montenegrina
- 1989 - Oleg Kuznecov, taekwondoka russo
- 1989 - Roman Kuznecov, taekwondoka russo
- 1989 - Thorsten Margis, bobbista e ex multiplista tedesco
- 1989 - Hiroaki Okuno, calciatore giapponese
- 1989 - Jonathan Paredes, tuffatore messicano
- 1989 - Dimitri Pavadé, atleta paralimpico francese
- 1989 - Augustine Rubit, cestista statunitense
- 1989 - Sa'id Rustayi, regista e sceneggiatore iraniano
- 1989 - Manu Torres, ex calciatore spagnolo
- 1989 - Bram Van den Dries, pallavolista belga
- 1990 - Kiko Alonso, ex giocatore di football americano statunitense
- 1990 - Naz Aydemir, pallavolista turca
- 1990 - Martina Bestagno, cestista italiana
- 1990 - Micaela Castellotti, attrice, cantante e ballerina argentina
- 1990 - Andrea Cingolani, ginnasta italiano
- 1990 - Roman Majkin, ciclista su strada russo
- 1990 - Miranda Rae Mayo, attrice e modella statunitense
- 1990 - Viktoria Orsi Toth, pallavolista e giocatrice di beach volley ungherese
- 1990 - Danijel Stojković, ex calciatore serbo
- 1990 - Jaclyn Swedberg, ex modella e attrice statunitense
- 1990 - Enric Torner, hockeista su pista spagnolo
- 1990 - Aoi Tsukasa, modella e attrice pornografica giapponese
- 1990 - Sunayna Wahi, velocista surinamese
- 1990 - Okay Kaya, cantante, modella e attrice statunitense
- 1990 - Wouter Wippert, ciclista su strada olandese
- 1991 - Álex Abreu, cestista portoricano
- 1991 - Hope Akpan, ex calciatore nigeriano
- 1991 - Tommaso Castello, ex rugbista a 15 italiano
- 1991 - Richard Freitag, saltatore con gli sci tedesco
- 1991 - Natal'ja Gantimurova, modella russa
- 1991 - Laurynas Grigelis, tennista lituano
- 1991 - Henrik Harlaut, sciatore freestyle svedese
- 1991 - Reggie Hearn, ex cestista statunitense
- 1991 - Oleg Ivenko, danzatore e attore ucraino
- 1991 - Rachael Kidder, ex pallavolista e allenatrice di pallavolo statunitense
- 1991 - Nicha Lertpitaksinchai, ex tennista thailandese
- 1991 - Branislava Mandic, modella serba
- 1991 - Tommaso Montanari, pilota motociclistico italiano
- 1991 - Charlotte Nicdao, attrice australiana
- 1991 - Jakob Olsson, ex calciatore svedese
- 1991 - Pontus Silfwer, ex calciatore svedese
- 1991 - Etimoni Timuani, velocista e calciatore tuvaluano
- 1992 - Josh Bell, giocatore di baseball statunitense
- 1992 - Mick van Buren, calciatore olandese
- 1992 - Federica Curiazzi, marciatrice italiana
- 1992 - Stefan Dražić, calciatore serbo
- 1992 - Liam Graham, ex calciatore neozelandese
- 1992 - John Klingberg, hockeista su ghiaccio svedese
- 1992 - Innocent Maela, calciatore sudafricano
- 1992 - Bruno Martella, calciatore italiano
- 1992 - Ovye Monday, calciatore nigeriano
- 1992 - Christian Oberbichler, pattinatore di velocità su ghiaccio svizzero
- 1992 - Johan Padilla, calciatore ecuadoriano
- 1992 - Nzingha Prescod, schermitrice statunitense
- 1992 - Juan Rivas, calciatore argentino
- 1992 - Barış Yardımcı, calciatore turco
- 1993 - Andrei Artean, calciatore rumeno
- 1993 - Luca Bittante, calciatore italiano
- 1993 - Deon Bush, giocatore di football americano statunitense
- 1993 - Ram Elias-Pour, cestista israeliano
- 1993 - D'Angelo Harrison, cestista statunitense
- 1993 - Santino Kenyi, mezzofondista sudsudanese
- 1993 - Aaron Kovar, ex calciatore statunitense
- 1993 - Guga Palavandishvili, calciatore georgiano
- 1993 - Maja Savić, pallavolista serba
- 1993 - Andrea Stella, scacchista italiano
- 1993 - André Teixeira, calciatore portoghese
- 1993 - Boris Varga, calciatore serbo
- 1994 - Erin Fairs, pallavolista statunitense
- 1994 - Alex Ferreira, sciatore freestyle statunitense
- 1994 - Loïc Gasch, altista svizzero
- 1994 - Cheyenne Loch, snowboarder tedesca
- 1994 - Artur Jorge Marques Amorim, calciatore portoghese
- 1994 - Ivan Miladinović, calciatore serbo
- 1994 - Abe Wiersma, canottiere olandese
- 1995 - Joshua, cantautore italiano
- 1995 - Álvaro Campuzano, calciatore paraguaiano
- 1995 - Montaigne, cantante australiana
- 1995 - Matías Fernández, calciatore cileno
- 1995 - Joanic Grüttner Bacoul, cestista tedesco
- 1995 - Léolia Jeanjean, tennista francese
- 1995 - Marcus Kemp, giocatore di football americano statunitense
- 1995 - Harriet Ottewill-Soulsby, cestista britannica
- 1995 - Pavel Pankov, pallavolista russo
- 1995 - Filippo Tagliani, ciclista su strada italiano
- 1995 - Giulia Terzi, nuotatrice italiana
- 1996 - Muhammad Bilal, calciatore pakistano
- 1996 - Maximiliano Gómez, calciatore uruguaiano
- 1996 - Samuel Grandsir, calciatore francese
- 1996 - Brianna Hildebrand, attrice statunitense
- 1996 - Joelinton, calciatore brasiliano
- 1996 - Pavel Kolmakov, sciatore freestyle kazako
- 1996 - José Machín, calciatore equatoguineano
- 1996 - Yante Maten, cestista statunitense
- 1996 - Neal Maupay, calciatore francese
- 1996 - Matteo Moschetti, ciclista su strada italiano
- 1996 - Roland Schwarz, lottatore tedesco
- 1996 - Armin Sinančević, pesista serbo
- 1997 - Mohammed Al-Rubaie, calciatore saudita
- 1997 - Lucas Arce, calciatore argentino
- 1997 - Devin Asiasi, giocatore di football americano statunitense
- 1997 - Valdu Té, calciatore guineense
- 1997 - Weston Carr, giocatore di football americano statunitense
- 1997 - Lior Carreira, cestista israeliano
- 1997 - Grad Damen, calciatore olandese
- 1997 - Andi Farid Izdihar, pilota motociclistico indonesiano
- 1997 - Mfiondu Kabengele, cestista canadese
- 1997 - Rodrigo Mathiola, calciatore brasiliano
- 1997 - Marko Mijailović, calciatore serbo
- 1997 - Greet Minnen, tennista belga
- 1997 - Angel Romaeo, ginnasta gallese
- 1997 - Tiffany Tatum, attrice pornografica ungherese
- 1997 - Malik Toppin, cestista statunitense
- 1997 - Maqsat Täýkenov, calciatore kazako
- 1997 - Jabari Zuniga, giocatore di football americano statunitense
- 1998 - Martin Adamec, calciatore slovacco
- 1998 - Loris Cresson, pilota motociclistico belga
- 1998 - Hörður Ingi Gunnarsson, calciatore islandese
- 1998 - Jalen Harris, cestista statunitense
- 1998 - Doechii, rapper e cantante statunitense
- 1998 - Norbert Huber, pallavolista polacco
- 1998 - Jordi López, ciclista su strada spagnolo
- 1998 - Gabriel Osho, calciatore inglese
- 1998 - Magnus Retsius Grødem, calciatore norvegese
- 1998 - Loreintz Rosier, calciatore francese
- 1998 - Dávid Šípoš, calciatore slovacco
- 1998 - Marius Ștefănescu, calciatore rumeno
- 1999 - Eli Brown, attore statunitense
- 1999 - Fran García, calciatore spagnolo
- 1999 - Dimităr Kostadinov, calciatore bulgaro
- 1999 - Isidro Pitta, calciatore paraguaiano
- 1999 - Mark Robinson, giocatore di football americano statunitense
- 1999 - Tiago Reis, calciatore brasiliano
- 1999 - Kristijan Trapanovski, calciatore macedone
- 2000 - Federico Andrade, calciatore uruguaiano
- 2000 - Ismaël Boura, calciatore francese
- 2000 - Maximilian Breunig, calciatore tedesco
- 2000 - Kevin D'Anzico, calciatore lussemburghese
- 2000 - Celina Herz, ex sciatrice alpina austriaca
- 2000 - Bruno Ieraci, pilota motociclistico italiano
- 2000 - Tapiwanashe Makarawu, velocista zimbabwese
- 2000 - Alice Muraro, ostacolista italiana
- 2000 - Nick Saldiveri, giocatore di football americano statunitense
- 2000 - Vojtěch Řepa, ex ciclista su strada ceco

## XXI secolo(27)
- 2001 - Lucas Figueiredo dos Santos, calciatore brasiliano
- 2001 - Zach Harrison, giocatore di football americano canadese
- 2001 - Lidija Jakovleva, saltatrice con gli sci russa
- 2001 - Oriane Jean-François, calciatrice francese
- 2001 - Giulio Magalini, pallavolista italiano
- 2001 - Marcos Paolini, calciatore uruguaiano
- 2001 - Piero Quispe, calciatore peruviano
- 2001 - Petar Stanić, calciatore serbo
- 2001 - Oliver Zandén, calciatore svedese
- 2002 - Kenneth Lofton, cestista statunitense
- 2002 - Santiago Muñoz, calciatore messicano
- 2002 - Ruby Remati, nuotatrice artistica statunitense
- 2002 - Nicola Siciliano, rapper, produttore discografico e fonico italiano
- 2003 - Kaleb Johnson, giocatore di football americano statunitense
- 2003 - Kornelia Lesiewicz, velocista polacca
- 2003 - Xavier McKeever, fondista canadese
- 2003 - Chiara Tarantino, nuotatrice italiana
- 2004 - Jay Herdman, calciatore neozelandese
- 2004 - Janna van Kooten, nuotatrice olandese
- 2004 - Marsai Martin, attrice e produttrice cinematografica statunitense
- 2004 - James Nnaji, cestista nigeriano
- 2004 - Niina Petrõkina, pattinatrice artistica su ghiaccio estone
- 2004 - Swamy Rotolo, attrice italiana
- 2004 - Hellen Tenorio, altista colombiana
- 2004 - Vladislava Urazova, ginnasta russa
- 2006 - Kal So-won, attrice sudcoreana
- 2007 - Franco Mastantuono, calciatore argentino

## Senza anno specificato(1)
- David Benjamin Tomlinson, attore canadese